# 苗霖
苗霖（1991年10月24日—），男，山东济南人，中国主持人，毕业于中国传媒大学，中央广播电视总台主持人。

## 生平
2019年10月参加《中央广播电视总台2019主持人大赛》，入围文艺30强。

## 主持节目
- 《国风遇见新春》